# Soricoidea
Soricoidea é uma superfamília de mamíferos insetívoros da infraordem Soricota que inclui, segundo Lopatin, as famílias dos Soricidae, Plesiosoricidae e Nyctitheriidae. Alguns consideram também os solenodontes como pertencentes a esta superfamília, enquanto outros lhes dão uma superfamília própria, a dos Solenodontoidea.